# Нгандонгский тигр
Нгандонгский тигр (лат. Panthera tigris soloensis) - вымерший подвид тигра, он обитал в регионе Зондских островов в Индонезии в эпоху плейстоцена.

## Открытия
Окаменелости нгандонгского тигра были обнаружены в основном вблизи деревни Нгандонг, отсюда и общее название. Известно всего семь окаменелостей, что затрудняет изучение этого животного.

## Описание
Немногочисленные останки нгандонгского тигра позволяют предположить, что он был размером примерно с современного бенгальского тигра. Однако, учитывая размеры других останков, он, возможно, был крупнее современного тигра. Крупный самец мог весить около 400 кг (880 фунтов), и в этом случае он был бы тяжелее самого крупного из ныне живущих подвидов тигра, что делает его одним из самых крупных кошачьих, когда-либо живших на земле.

## Палеоэкология
В дополнение к останкам нгандонгского тигра, в Нгандонге было обнаружено множество других окаменелостей той же эпохи, таких как хоботные Stegodon trigonocephalus и Elephas hysudrindicus, бычьи Bubalus palaeokerabau и Bos palaesondaicus, сохранившиеся до наших дней периссодактили Tapirus indicus и Rhinoceros sondaicus, а также большое разнообразие видов шейных. Окаменелости Homo erectus soloensis также известны в этом районе.